# Jana Zaumseil

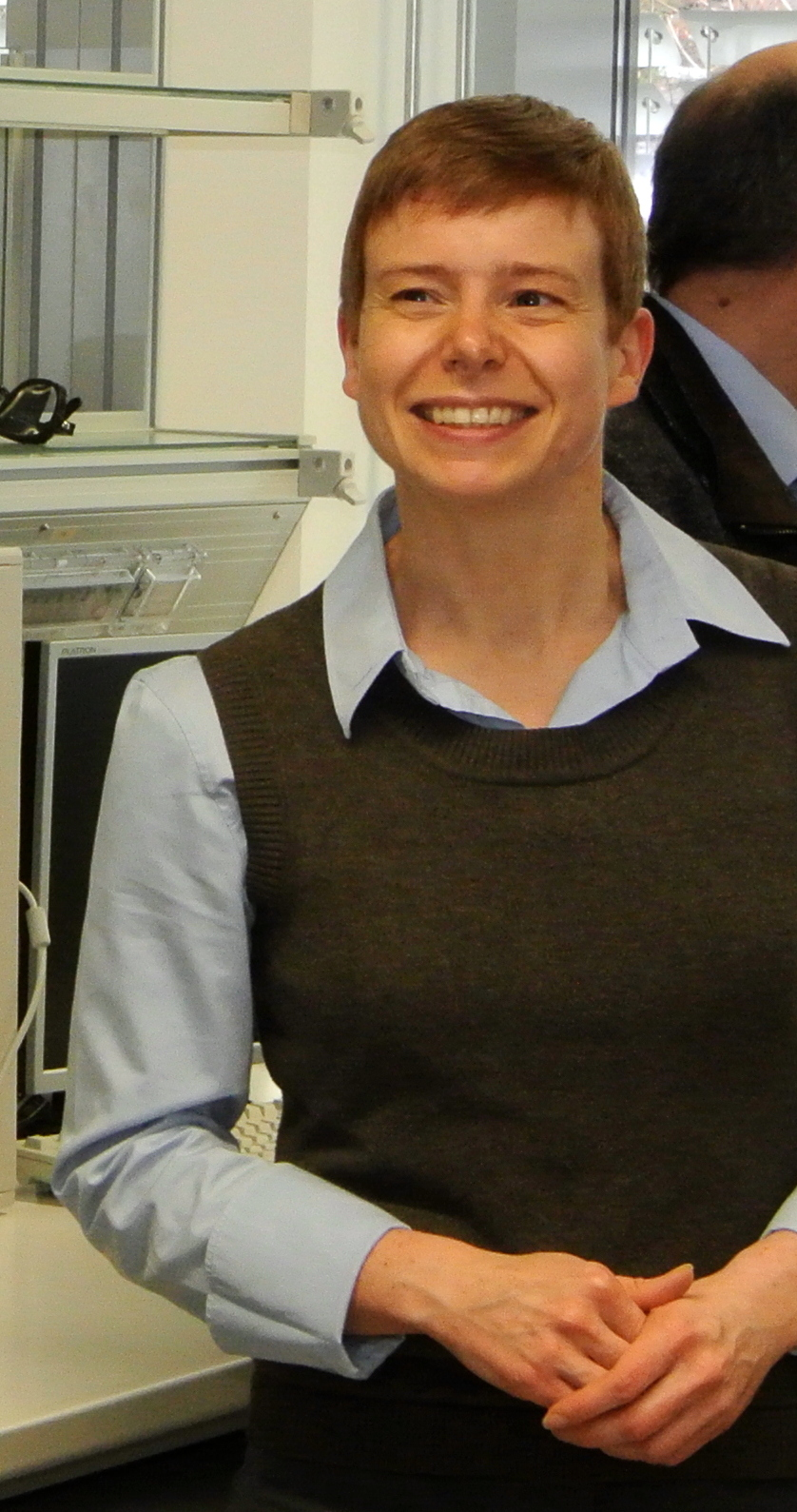
Jana Zaumseil

Jana Zaumseil (* 1977 in Jena) ist eine deutsche Chemikerin.

## Leben und Werk
Zaumseil studierte Chemie an der Universität Leipzig und schloss ihr Studium dort 2002 mit einem Diplom in Chemie ab. Von 2003 bis 2007 promovierte sie an der Universität Cambridge. Nach Stationen am Argonne National Laboratory und Bell Laboratories war sie zuerst Professorin für Nanoelektronik an der Universität Erlangen-Nürnberg und ist nun Professorin für Angewandte Physikalische Chemie an der Universität Heidelberg.
Ihre Forschung konzentriert sich auf Nanomaterialien für die Anwendung in optoelektronischen Bauteilen. Dies umfasst unter anderem die Herstellung und Untersuchung von halbleitenden Kohlenstoffnanoröhren, plasmonischen Nanostrukturen sowie aus Lösung prozessierbare Halbleiter.

## Auszeichnungen
- 2010 Alfried-Krupp-Förderpreis für junge Hochschullehrer[4]
- 2012 Europäischer Forschungsrat Starting Grant

## Schriften (Auswahl)
- mit M. Brohmann, S. Wieland, S. Angstenberger, N. J. Herrmann, J. Lüttgens, D. Fazzi: Guiding Charge Transport in Semiconducting Carbon Nanotube Networks by Local Optical Switching. In: ACS Applied Materials & Interfaces. Band 12, Nr. 25, 24. Juni 2020, S. 28392–28403, doi:10.1021/acsami.0c05640.
- mit A. Graf, L. Tropf, Y. Zakharko, M. C. Gather: Near-infrared exciton-polaritons in strongly coupled single-walled carbon nanotube microcavities. In: Nature Communications. Band 7, Nr. 1, 10. Oktober 2016, S. 13078, doi:10.1038/ncomms13078.
- mit Richard H. Friend, Henning Sirringhaus: Spatial control of the recombination zone in an ambipolar light-emitting organic transistor. In: Nature Materials. Band 5, Nr. 1, Januar 2006, S. 69–74, doi:10.1038/nmat1537.